# Oxyrhachis tenebrosus
Oxyrhachis tenebrosus är en insektsart som beskrevs av Walker. Oxyrhachis tenebrosus ingår i släktet Oxyrhachis och familjen hornstritar. Inga underarter finns listade i Catalogue of Life.